# Il filo rosso (programma televisivo)
Il filo rosso è stato un programma televisivo italiano, in onda su Rai 2 a partire dal 21 novembre 2020 al 1⁰ maggio 2021 il sabato dalle 14:00 alle 15:35, con la conduzione di Paola Perego.

## La trasmissione
Il contenitore d'infotainment era basato sul racconto del "filo rosso" che lega nonni e nipoti. Attraverso le loro storie venivano affrontati argomenti e temi sociali, alternando momenti di riflessione con le voci della gente comune e dei personaggi del mondo dello spettacolo raccontate sia in studio che attraverso servizi. Il momento di dibattito era costituito dalla rubrica "Una poltrona per due", che ospita due opinioni discordanti. I servizi in esterna erano curati dalla giornalista Rai Maria Teresa Giarratano. 
Per questo ritorno sulla televisione pubblica, Paola Perego ha potuto contare sulla partecipazione di vari ospiti sia in studio che in collegamento come Adriano Panatta, Simona Ventura, Paolo Belli, Elisa Isoardi, Stefano Tacconi, Enzo Decaro, Maria Mazza e la showgirl Sarah Altobello.

## Sigla
La sigla del programma è la canzone Gigante di Piero Pelù.

## Ascolti
| Puntata | Messa in onda    | Telespettatori | Share |
| ------- | ---------------- | -------------- | ----- |
| 1       | 21 novembre 2020 | 456 000        | 2,5%  |
| 2       | 28 novembre 2020 | 440 000        | 2,4%  |
| 3       | 5 dicembre 2020  | 433 000        | 2,4%  |
| 4       | 12 dicembre 2020 | 372 000        | 2,1%  |
| 5       | 19 dicembre 2020 | 435 000        | 2,7%  |
| 6       | 26 dicembre 2020 | 538 000        | 3,0%  |
| 7       | 9 gennaio 2021   | 493 000        | 2,6%  |
| 8       | 16 gennaio 2021  | 462 000        | 2,8%  |
| 9       | 23 gennaio 2021  | 444 000        | 2,4%  |
| 10      | 30 gennaio 2021  | 445 000        | 2,6%  |
| 11      | 6 febbraio 2021  | 358 000        | 2,2%  |
| 12      | 13 febbraio 2021 | 387 000        | 2,2%  |
| 13      | 20 febbraio 2021 | 307 000        | 2,0%  |
| 14      | 27 febbraio 2021 | 300 000        | 1,9%  |
| 15      | 6 marzo 2021     | 796 000        | 4,6%  |
| 16      | 13 marzo 2021    | 424 000        | 2,6%  |
| 17      | 27 marzo 2021    | 418 000        | 2,5%  |
| 18      | 10 aprile 2021   | 561 000        | 3,4%  |
| 19      | 17 aprile 2021   | 468 000        | 2,8%  |
| 20      | 24 aprile 2021   | 381 000        | 2,5%  |
| 21      | 1º maggio 2021   | 459 000        | 2,9%  |
| Media   | Media            | 446 500        | 2,62% |